# Campeonato Mundial de Ciclismo en Ruta Junior de 2021
El Campeonato Mundial de Ciclismo en Ruta Junior de 2021 se realizó en Flandes (Bélgica) entre el 19 y el 26 de septiembre de 2021, bajo la organización de la Unión Ciclista Internacional (UCI) y la Unión Ciclista de Bélgica.
El campeonato constó de carreras en las especialidades de contrarreloj y de ruta. En total se otorgaron cuatro títulos de campeón mundial junior.

## Programa
| Día              | Evento                        | Trayecto            | Distancia (km) | Ganador                         |
| ---------------- | ----------------------------- | ------------------- | -------------- | ------------------------------- |
| Contrarreloj     |                               |                     |                |                                 |
| 21 de septiembre | Contrarreloj femenina júnior  | Knokke-Heist–Brujas | 19,3           | Alena Ivanchenko · ( Rusia)     |
| 21 de septiembre | Contrarreloj masculina júnior | Knokke-Heist–Brujas | 22,3           | Gustav Wang ( Dinamarca)        |
| Ruta             |                               |                     |                |                                 |
| 24 de septiembre | Ruta masculina júnior         | Lovaina–Lovaina     | 121,8          | Per Strand Hagenes · ( Noruega) |
| 25 de septiembre | Ruta femenina júnior          | Lovaina–Lovaina     | 75,2           | Zoe Bäckstedt ( Reino Unido)    |

## Resultados

### Masculino
- Contrarreloj

| Puesto | Ciclista       | País        | Tiempo   |
| ------ | -------------- | ----------- | -------- |
| Oro    | Gustav Wang    | Dinamarca   | 25:37,42 |
| Plata  | Joshua Tarling | Reino Unido | 25:57,62 |
| Bronce | Alec Segaert   | Bélgica     | 26:06,90 |

- Ruta

| Puesto | Ciclista           | País    | Tiempo  |
| ------ | ------------------ | ------- | ------- |
| Oro    | Per Strand Hagenes | Noruega | 2:43:48 |
| Plata  | Romain Grégoire    | Francia | 2:44:07 |
| Bronce | Madis Mihkels      | Estonia | 2:44:12 |

### Femenino
- Contrarreloj

| Puesto | Ciclista            | País        | Tiempo   |
| ------ | ------------------- | ----------- | -------- |
| Oro    | Alena Ivanchenko    | Rusia       | 25:05,49 |
| Plata  | Zoe Bäckstedt       | Reino Unido | 25:16,13 |
| Bronce | Antonia Niedermaier | Alemania    | 25:30,81 |

- Ruta

| Puesto | Ciclista       | País           | Tiempo  |
| ------ | -------------- | -------------- | ------- |
| Oro    | Zoe Bäckstedt  | Reino Unido    | 1:55:33 |
| Plata  | Kaia Schmid    | Estados Unidos | 1:55:33 |
| Bronce | Linda Riedmann | Alemania       | 1:56:30 |

## Medallero
| Núm. | País           | Oro | Plata | Bronce | Total |
| ---- | -------------- | --- | ----- | ------ | ----- |
| 1    | Reino Unido    | 1   | 2     | 0      | 3     |
| 2    | Dinamarca      | 1   | 0     | 0      | 1     |
| 2    | Noruega        | 1   | 0     | 0      | 1     |
| 2    | Rusia          | 1   | 0     | 0      | 1     |
| 5    | Estados Unidos | 0   | 1     | 0      | 1     |
| 5    | Francia        | 0   | 1     | 0      | 1     |
| 7    | Alemania       | 0   | 0     | 2      | 2     |
| 8    | Bélgica        | 0   | 0     | 1      | 1     |
| 8    | Estonia        | 0   | 0     | 1      | 1     |
|      | TOTAL          | 4   | 4     | 4      | 16    |